# Џеремаја Хорокс
Џеремаја Хорокс (енгл. Jeremiah Horrocks; лат. Jeremiah Horrox; рођен 1618. у Ливерпулу, преминуо 3. јануара 1641. у Ливерпулу) био је енглески астроном и математичар. Био је један од првих научника који је демонстративно показао окретање Месеца око Земље елиптичном орбитом и једина особа која је исправно предвидела транзит планете Венере преко сунчевог диска 1639. године. Сматра се једним од оснивача британске астрономије.
Један кратер на Месецу је назван по њему Хорокс.